# Ayyappan

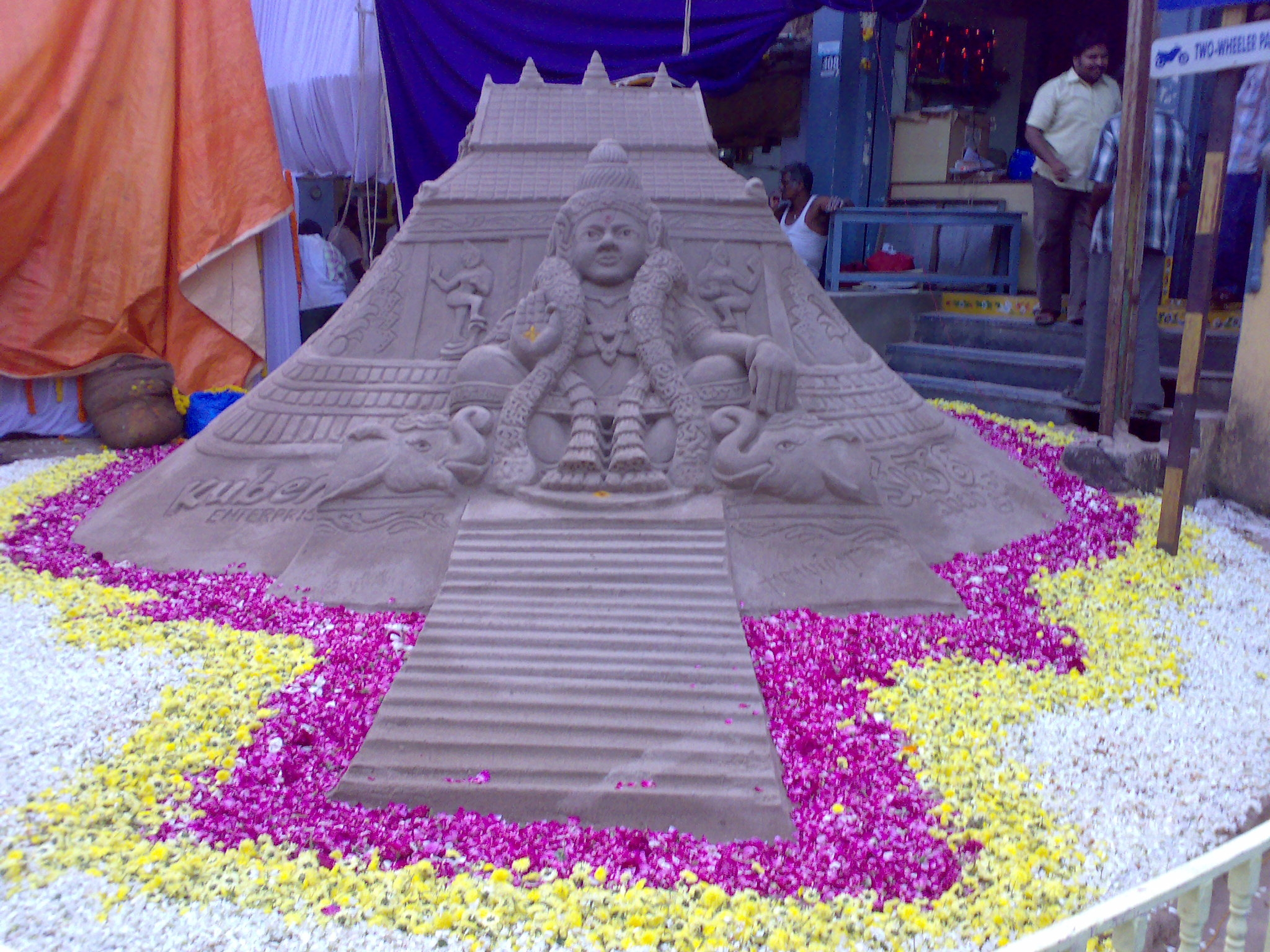
Ayyapan

Ayyappan (Sanskrit: अय्यप्पन) es una deidad hindú adorada en numerosos santuarios de toda la India, especialmente por los tamiles en Kerala. En Kulathupuzha, es adorada como un niño; en Achenkovil, es adorada junto a sus consortes Pushkala y Poorna, y en Sabarimala, al oeste de los Ghats occidentales, es adorada como un asceta, un célibe que medita en solitario. El nombre de Ayyappan se usa como forma respetuosa de dirigirse a la deidad en la lengua malayalam, propia de Kerala, donde se usa el mantra Swamiye Sharanam Ayyappa, que podría traducirse como: ¡Dame refugio, señor Ayyappa! Se considera nacido de la unión de Mohini, uno de los 25 avatares de Vishnú, y de Shiva.
El santuario de Ayyappan más famoso es el de Sabarimala, visitado por 50 millones de devotos cada año, el segundo peregrinaje más grande del mundo. El santuario de Achenkovil se encuentra en el bosque del mismo nombre, que es también el nombre de un río y de un pueblo, y forma parte de la primitiva ruta forestal hacia Sabarimala.
- Datos: Q2477202
- Multimedia: Ayyappan / Q2477202